# Голубовка (Купянский район)
Голубовка (укр. Голубівка), село, 
Кондрашовский сельский совет, 
Купянский район, 
Харьковская область.
Код КОАТУУ — 6323783002. Население по переписи 2001 года составляет 33 (14/19 м/ж) человека.

## Географическое положение
Село Голубовка находится на правом берегу реки Оскол,
выше по течению на расстоянии в 7 км расположено село Калиново,
ниже по течению примыкает к городу Купянск,
на противоположном берегу расположено село Петропавловка.

## Происхождение названия
На некоторых картах село называется как Голубевка.

## История
- 1701 — дата основания.